# Orkanen Freddy

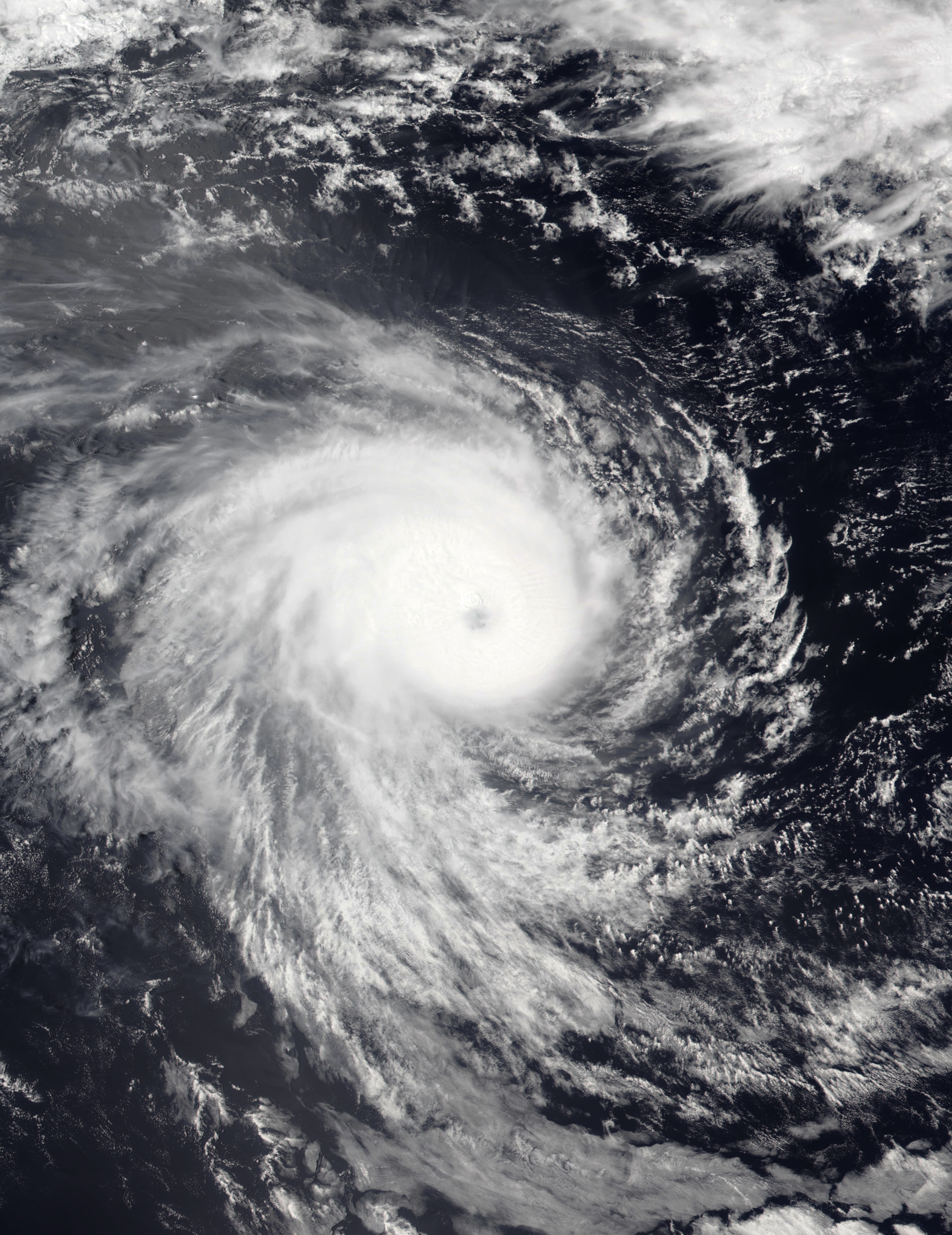
Orkanen Freddy den 22 februari 2023.

Orkanen Freddy var en intensiv och långlivad tropisk cyklon som svepte över Indiska oceanen i mer än fem veckor i februari och mars 2023. Cyklonen drabbade framförallt Mauritius, Madagaskar, Mocambique, Malawi och Zimbabwe. Av dessa länder drabbades Malawi hårdast med oupphörliga regn, omfattande översvämningar och att landets elnät slogs ut. Sammantaget antas minst 435 människor ha avlidit som en direkt följd av cyklonen, varav 326 i Malawi, 73 i Mocambique, 17 i Madagaskar, 17 i Mauritius och 2 i Zimbabwe.

## Internationell respons
- USA meddelade att de kommer att tillhandahålla nödhjälp via Catholic Relief Services.[2]

- EU sänder sedan flera år bistånd till Mocambique, inte minst för att stödja dem som drabbats av väpnat våld i den norra delen av landet. Som respons på cyklonen skickade EU dessutom en extra summa på 200 000 euro avsett för nödhjälp till dem som drabbats särskilt av denna katastrof.[3]